# Thiếu tướng Công an nhân dân Việt Nam
Thiếu tướng Công an nhân dân Việt Nam là cấp bậc tướng lĩnh đầu tiên trong Công an nhân dân Việt Nam với cấp hiệu 1 ngôi sao vàng. Theo quy định pháp luật Việt Nam hiện hành, Chủ tịch nước đồng thời là Chủ tịch Hội đồng Quốc phòng và An ninh phong, thăng, giáng, tước cấp bậc hàm này.
Trong Hải quân nhân dân Việt Nam, cấp bậc Thiếu tướng Hải quân có danh xưng là Chuẩn Đô đốc.

## Tổng quan
Cấp bậc Thiếu tướng Công an nhân dân Việt Nam lần đầu tiên được quy định bởi Nghị định 331/TTG ngày 1 tháng 9 năm 1959, quy định hệ thống cấp bậc Công an nhân dân vũ trang.
Tuy nhiên trước đó, người đầu tiên giữ cấp bậc này là Phan Trọng Tuệ đã ra mắt với cấp hiệu mới tại lễ thành lập lực lượng Công an nhân dân vũ trang tại Hà Nội ngày 28 tháng 3 năm 1959. Ông cũng được cho là người đã trực tiếp chỉ đạo việc vẽ kiểu cấp hiệu, quân hiệu cho lực lượng Công an nhân dân Vũ trang.
Ba năm sau, Pháp lệnh 34/LCT ngày 20 tháng 7 năm 1962 quy định thêm hệ thống cấp bậc Cảnh sát nhân dân.
Ngày nay, Luật Công an nhân dân năm 2018 quy định số lượng Thiếu tướng Công an nhân dân không quá 157 người. Các chức vụ, chức danh mà Sĩ quan Công an nhân dân được phong/thăng cấp bậc hàm Thiếu tướng là:
- Phó Chủ nhiệm Ủy ban Kiểm tra Đảng ủy Công an Trung ương.
- Phó Chánh Thanh tra Bộ Công an.
- Phó Chánh Văn phòng: Bộ Công an, Cơ quan Cảnh sát điều tra.
- Phó Tư lệnh Bộ Tư lệnh: Cảnh vệ, Cảnh sát Cơ động.
- Phó Giám đốc Học viện: Chính trị Công an nhân dân, An ninh nhân dân, Cảnh sát nhân dân.
- Phó Giám đốc Công an: thành phố Hà Nội, Thành phố Hồ Chí Minh.
- Phó Cục trưởng các Cục đặc biệt; Cục trưởng của đơn vị trực thuộc Bộ Công an và chức vụ, chức danh tương đương (trừ trường hợp Cục trưởng các Cục đặc biệt trực thuộc bộ, có trần cấp bậc hàm Trung tướng).
- Viện trưởng: Viện Khoa học hình sự, Viện Khoa học và công nghệ.
- Hiệu trưởng: Trường Đại học An ninh nhân dân, Trường Đại học Cảnh sát nhân dân, Trường Đại học Phòng cháy chữa cháy, Trường Đại học Hậu cần Kỹ thuật Công an nhân dân.
- Giám đốc Công an tỉnh, thành phố trực thuộc trung ương ở địa phương được phân loại đơn vị hành chính cấp tỉnh loại I và là địa bàn trọng điểm, phức tạp về an ninh, trật tự, diện tích rộng, dân số đông (không quá 11).
- Trợ lý Ủy viên Bộ Chính trị, Bộ trưởng Bộ Công an Việt Nam.
- Sĩ quan Công an nhân dân biệt phái được phê chuẩn giữ chức vụ Ủy viên Thường trực Ủy ban Quốc phòng và An ninh của Quốc hội Việt Nam hoặc được bổ nhiệm chức vụ Tổng cục trưởng hoặc tương đương.

Một số hình ảnh về Thiếu tướng Công an nhân dân
- Thiếu tướng Phan Trọng Tuệ (1917-1991) - Phó Thủ tướng Chính phủ Việt Nam Dân chủ Cộng hòa 
 Tướng lĩnh Công an nhân dân Việt Nam đầu tiên, thụ phong năm 1959
- Thủ tướng Phạm Minh Chính (phải) (lúc này là Thiếu tướng, Tổng cục trưởng Tổng cục Hậu cần – Kỹ thuật, Bộ Công an) cùng với Thứ trưởng Bộ Quốc phòng Nguyễn Chí Vịnh (trái)
- Cấp hiệu Đại tá (trái) và Thiếu tướng Công an nhân dân Việt Nam (phải)

## Danh sách các Thiếu tướng Công an nhân dân Việt Nam làỦy viên Bộ Chính trị Ban Chấp hành Trung ương Đảng Cộng sản Việt Nam
| Thứ tự | Hình ảnh | Họ tên          | Năm sinh – năm mất | Các khóa  | Chức vụ cao nhất                    | Ghi chú                                                                                         |
| ------ | -------- | --------------- | ------------------ | --------- | ----------------------------------- | ----------------------------------------------------------------------------------------------- |
| 1      |          | Nguyễn Hòa Bình | 1958-              | khóa XIII | Phó Thủ Tướng Thường Trực Chính Phủ | nguyên Viện trưởng Viện kiểm sát nhân dân tối cao, nguyên Phó Tổng cục trưởng Tổng cục Cảnh sát |

## Danh sách Thiếu tướng Công an nhân dânthế kỉ XX

### Phongquân hàmtrước1976
| Thứ tự | Họ tên                       | Năm sinh - Năm mất | Năm thụ phong | Chức vụ cao nhất | Ghi chú |
| ------ | ---------------------------- | ------------------ | ------------- | --- | --- |
| 1      | Phan Trọng Tuệ               | 1917-1991          | 1959          | - Phó Thủ tướng chính phủ (1974-1975) - Ủy viên Ban Chấp hành Trung ương các khóa III và VI                                                            | - Huân chương Hồ Chí Minh - Huân chương Sao vàng |
| 2      | Phạm Kiệt (Phạm Quang Khanh) | 1910-1975          | 1961          | - Tư lệnh kiêm Chính ủy Công an nhân dân vũ trang, Thứ trưởng Bộ Công an                                                                               | - Huân chương Hồ Chí Minh - Anh hùng lực lượng vũ trang nhân dân |
| 3      | Trần Quyết (Phạm Văn Côn)    | 1922-2010          | 1977          | - Tư lệnh kiêm Chính ủy Công an nhân dân vũ trang, Thứ trưởng Bộ Công an - Bí thư Trung ương Đảng khóa VI - Viện trưởng Viện Kiểm sát nhân dân tối cao | - Huân chương Sao Vàng; Huân chương Hồ Chí Minh - Huân chương Kháng chiến hạng Nhất - Huân chương Kháng chiến chống Mỹ hạng Nhất - Huân chương Quân công hạng Nhất - Huy hiệu 60 năm tuổi Đảng |

### Phongquân hàmgiai đoạn1976-1989
| Thứ tự | Họ tên                              | Năm sinh - Năm mất | Năm thụ phong | Chức vụ cao nhất | Ghi chú                                                 |
| ------ | ----------------------------------- | ------------------ | ------------- | --- | ------------------------------------------------------- |
| 1      | Nguyễn Đức Minh                     | 1931-              | 1980          | |                                                         |
| 2      | Hà Ngọc Tiếu (Nguyễn Văn Hoàn)      | 1921-2006          | 1986          | - Tổng cục trưởng Tổng cục Cảnh sát nhân dân - Phó Tư lệnh Công an nhân dân vũ trang (nay là Bộ tư lệnh Bộ đội Biên phòng Việt Nam) - Hiệu trưởng Đại học Sĩ quan Công an nhân dân vũ trang (nay là Học viện Biên phòng) |                                                         |
| 4      | Lê Hữu Qua                          | 1917-1995          | 1977          | - Cục trưởng Cục Quản lý trại giam | Tổng cục trưởng đầu tiên của Tổng cục Cảnh sát Nhân dân |
| 3      | Nguyễn Quang Việt                   | 1917-1995          | 1977          | - Thứ trưởng Bộ Công an |                                                         |
| 5      | Nguyễn Minh Tiến (Nguyễn Công Trân) | 1922-1998          | 1987          | - Thứ trưởng Bộ Nội vụ |                                                         |

### Phongquân hàmthập niên 1990
| Thứ tự | Họ tên           | Năm sinh - Năm mất | Năm thụ phong | Chức vụ cao nhất                                                    | Ghi chú                                                                           |
| ------ | ---------------- | ------------------ | ------------- | ------------------------------------------------------------------- | --------------------------------------------------------------------------------- |
| 1      | Nguyễn Duy Hạc   | 1925-1966          | 1990          | - Phụ trách An ninh vùng II Tây Nguyên.                             | từng làm nhiều điệp vụ gián điệp và phản gián trong hai cuộc chiến tranh Pháp, Mỹ |
| 2      | Nguyễn Đình Ngọc | 1932-2006          | 1994          | - Cục trưởng Cục V17 (Cục Khoa học Viễn thông và Tin học) Bộ Nội vụ | Phó Trưởng ban Ban Chỉ đạo Chương trình Công nghệ Thông tin Quốc gia              |
| 3      | Lê Văn Cương     | 1943               | 1995          | - Viện trưởng Viện Chiến lược và Khoa học Công an.                  |                                                                                   |

## Danh sách Thiếu tướng Công an nhân dânthế kỉ XXI

### Phongquân hàmthập niên 2000

#### Phongquân hàmnăm2002-2004
| Thứ tự | Họ tên            | Năm sinh - Năm mất | Năm thụ phong | Chức vụ khi thụ phong                            | Chức vụ cao nhất                                          | Ghi chú |
| ------ | ----------------- | ------------------ | ------------- | ------------------------------------------------ | --------------------------------------------------------- | ------- |
| 1      | Tống Ngọc Minh    | 1942-2013          | 2002          | Phó Tổng cục trưởng Tổng cục An ninh, Bộ Công an |                                                           |         |
| 2      | Trần Đại Quang    | 1956-2018          | 2003          | Phó Tổng cục trưởng Tổng cục An ninh, Bộ Công an | Đại tướng Công an nhân dân, Chủ tịch nước CHXHCN Việt Nam |         |
| 3      | Nguyễn Phùng Hồng | 1948-              | 2004          | Tổng biên tập Tạp chí Công an nhân dân           |                                                           |         |

#### Phongquân hàmnăm2005
Ngày 9 tháng 1 năm 2005, 26 Đại tá được thăng Thiếu tướng, gồm có:
| Thứ tự | Họ tên             | Năm sinh - Năm mất | Chức vụ khi thụ phong                                         | Chức vụ cao nhất      | Ghi chú                                          |
| ------ | ------------------ | ------------------ | ------------------------------------------------------------- | --------------------- | ------------------------------------------------ |
| 1      | Nguyễn Trung Thành |                    | Phó Tổng cục trưởng Tổng cục III                              |                       |                                                  |
| 2      | Lê Quý Vương       | 1956-              | Phó Tổng cục trưởng Tổng cục III                              | Thứ trưởng Bộ Công an |                                                  |
| 3      | Lê Mạnh Khởi       |                    | Phó Tổng cục trưởng Tổng cục IV                               |                       |                                                  |
| 4      | Bùi Văn Nam        | 1955-              | Phó Tổng cục trưởng Tổng cục V                                | Thứ trưởng Bộ Công an |                                                  |
| 5      | Trần Việt Tân      | 1955-              | Phó Tổng cục trưởng Tổng cục V                                | Thứ trưởng Bộ Công an | Bị hạ quân hàm từ Thượng tướng xuống Trung tướng |
| 6      | Nguyễn Phương      |                    | Phó Tổng cục trưởng Tổng cục VI                               |                       |                                                  |
| 7      | Khổng Minh Dụ      | 1943-              | Cục trưởng A25                                                |                       |                                                  |
| 8      | Hồ Việt Lắm        | 1950-              | Cục trưởng A44                                                |                       |                                                  |
| 9      | Đỗ Văn Rụ          |                    | Cục trưởng C13                                                |                       |                                                  |
| 10     | Phạm Xuân Quắc     | 1946-              | Cục trưởng C14                                                |                       |                                                  |
| 11     | Trịnh Văn Kiệm     |                    | Cục trưởng C28                                                |                       |                                                  |
| 12     | Nguyễn Văn Mỹ      |                    | Vụ trưởng X13                                                 |                       |                                                  |
| 13     | Nguyễn Hữu Chất    |                    | Vụ trưởng X14                                                 |                       |                                                  |
| 14     | Phạm Văn Thạch     |                    | Cục trưởng X15                                                |                       |                                                  |
| 15     | Nguyễn Phùng Hồng  | 1948-              | Tổng biên tập Tạp chí Công an nhân dân                        |                       |                                                  |
| 16     | Đặng Từng          |                    | Hiệu trưởng Trường Đại học Phòng cháy Chữa cháy               |                       |                                                  |
| 17     | Trần Nguyên Thêm   |                    | Cục trưởng thuộc Tổng cục V                                   |                       |                                                  |
| 18     | Vũ Ngọc Thức       |                    | Cục trưởng thuộc Tổng cục V                                   |                       |                                                  |
| 19     | Phạm Đức Chấn      |                    | Cục trưởng V26                                                |                       |                                                  |
| 20     | Hoàng Minh Ngọc    |                    | Giám đốc Công an tỉnh Lào Cai                                 |                       |                                                  |
| 21     | Trịnh Văn Vệ       |                    | Giám đốc Công an tỉnh Nam Định                                |                       |                                                  |
| 22     | Nguyễn Chí Dũng    |                    | Giám đốc Công an Thành phố Hồ Chí Minh                        |                       |                                                  |
| 23     | Vũ Minh Sơn        |                    | Giám đốc Công an tỉnh Quảng Nam                               |                       |                                                  |
| 24     | Phan Văn Minh      |                    | Giám đốc Công an tỉnh Vĩnh Long                               |                       |                                                  |
| 25     | Đinh Siền          |                    | Giám đốc Công an tỉnh Sơn La                                  |                       |                                                  |
| 26     | Nguyễn Văn On      |                    | Giám đốc Công an tỉnh Tiền Giang                              |                       |                                                  |
| 27     | Trần Quang Trọng   |                    | Quyền Tổng cục trưởng Tổng cục Xây dựng lực lượng, Bộ Công an |                       |                                                  |

#### Phongquân hàmnăm2006
Vào chiều ngày 14 tháng 2 năm 2006, Bộ Công an tổ chức lễ công bố và trao quyết định thăng và phong cấp bậc hàm cấp tướng cho 30 sĩ quan cao cấp lực lượng CAND (3 tân trung tướng và 27 tân thiếu tướng).
| Thứ tự | Họ tên           | Năm sinh - Năm mất | Chức vụ khi thụ phong                              | Chức vụ cao nhất                    | Ghi chú                          |
| ------ | ---------------- | ------------------ | -------------------------------------------------- | ----------------------------------- | -------------------------------- |
| 1      | Trương Hòa Bình  |                    | Phó Tổng cục trưởng Tổng cục III                   | Phó Thủ tướng Thường trực Chính phủ |                                  |
| 2      | Lữ Ngọc Cư       |                    | Giám đốc Công an tỉnh Đắk Lắk                      |                                     |                                  |
| 3      | Phạm Hồng Cử     |                    | Hiệu trưởng Trường Đại học Cảnh sát nhân dân       |                                     |                                  |
| 4      | Đậu Quang Chín   |                    | Giám đốc Công an tỉnh Điện Biên                    |                                     |                                  |
| 5      | Huỳnh Hữu Chiến  |                    | Phó Tổng cục trưởng Tổng cục I                     |                                     |                                  |
| 6      | Phạm Dũng        |                    | Cục trưởng Cục A35                                 | Thứ trưởng Bộ Công an               |                                  |
| 7      | Nghiêm Xuân Dũng |                    | Phó Tổng cục trưởng Tổng cục VI                    |                                     |                                  |
| 8      | Phan Đức Dư      |                    | Hiệu trưởng Trường Đại học An ninh nhân dân        |                                     |                                  |
| 9      | Trịnh Quốc Đoàn  |                    | Phó Tổng cục trưởng Tổng cục IV                    |                                     |                                  |
| 10     | Lê Trọng Đồng    |                    | Cục trưởng H14                                     |                                     |                                  |
| 11     | Cao Xuân Hồng    |                    | Phó Tổng cục trưởng Tổng cục II                    |                                     |                                  |
| 12     | Phạm Quốc Hùng   |                    | Tư lệnh Bộ Tư lệnh Cảnh vệ                         |                                     |                                  |
| 13     | Lê Văn Lợi       |                    | Phó Tổng cục trưởng Tổng cục VI                    |                                     |                                  |
| 14     | Nông Văn Lưu     |                    | Giám đốc Công an tỉnh Gia Lai                      |                                     |                                  |
| 15     | Châu Văn Mẫn     |                    | Phó Tổng cục trưởng Tổng cục III                   |                                     |                                  |
| 16     | Hoàng Hữu Năng   |                    | Giám đốc Công an tỉnh Kon Tum                      |                                     |                                  |
| 17     | Trần Văn Nho     |                    | Chánh Văn phòng Cục C16                            |                                     |                                  |
| 18     | Mai Ninh         |                    | Cục trưởng Cục A29                                 |                                     |                                  |
| 19     | Bùi Văn Ngần     |                    | Cục trưởng Cục C23                                 |                                     |                                  |
| 20     | Phạm Quý Ngọ     |                    | Phó Tổng cục trưởng Tổng cục Cảnh sát              | Thứ trưởng Bộ Công an               | Mất năm 2014 vì bệnh ung thư gan |
| 21     | Nguyễn Văn Ngoạt |                    | Phó Tổng cục trưởng Tổng cục IV                    |                                     |                                  |
| 22     | Trần Đình Nhã    |                    | Vụ trưởng Vụ 19                                    |                                     |                                  |
| 23     | Phạm Xuân Phúc   |                    | Giám đốc Học viện Tình báo                         |                                     |                                  |
| 24     | Phạm Ngọc Quảng  |                    | Phó Tổng cục trưởng Tổng cục V                     |                                     |                                  |
| 25     | Trần Tư          |                    | Cục trưởng Cục A41                                 |                                     |                                  |
| 26     | Trần Văn Thanh   |                    | Phó Tổng cục trưởng Tổng cục IV (Tổng cục Hậu cần) |                                     |                                  |
| 27     | Nguyễn Hữu Ước   |                    | Tổng Biên tập Báo Công an nhân dân                 |                                     |                                  |

#### Phongquân hàmnăm2007
Ngày 25 tháng 4 năm 2007, Thủ tướng Chính phủ Việt Nam Nguyễn Tấn Dũng kí các Quyết định số 482/QĐ-TTg, 493/QĐ-TTg, 494/QĐ-TTg, từ số 496/QĐ-TTg đến 521/QĐ-TTg, thăng cấp bậc hàm từ Đại tá lên Thiếu tướng đối với 29 người (thăng 12 thiếu tướng lên trung tướng)
| Thứ tự | Họ tên            | Năm sinh - Năm mất | Chức vụ khi thụ phong                                                                                         | Chức vụ cao nhất                                            | Ghi chú |
| ------ | ----------------- | ------------------ | --- | ----------------------------------------------------------- | --- |
| 1      | Nguyễn Văn Kiểm   |                    | Phó Tổng cục trưởng Tổng cục An ninh                                                                          |                                                             | |
| 2      | Tô Lâm            | 1957-              | Phó Tổng cục trưởng Tổng cục An ninh                                                                          | Bộ trưởng Bộ Công an                                        | Đại tướng Công an nhân dân |
| 3      | Vũ Thanh Hoa      |                    | Chánh Văn phòng Bộ Công an                                                                                    |                                                             | |
| 4      | Phạm Minh Chính   | 1958-              | Phó Tổng cục trưởng phụ trách Tổng cục Hậu cần – Kỹ thuật                                                     | Thủ tướng Chính phủ nước Cộng hòa Xã hội chủ nghĩa Việt Nam | |
| 5      | Hoàng Kông Tư     | 1953-              | Phó Tổng cục trưởng Tổng cục An ninh                                                                          |                                                             | |
| 6      | Đinh Hữu Phượng   |                    | Phó Tổng cục trưởng Tổng cục Xây dựng lực lượng Công an nhân dân, Bộ Công an                                  |                                                             | |
| 7      | Nguyễn Minh Dũng  |                    | Phó Tổng cục trưởng Tổng cục Xây dựng lực lượng Công an nhân dân, Bộ Công an                                  |                                                             | |
| 8      | Lê Ngọc Nam       | 1953-              | Phó Tổng cục trưởng Tổng cục Xây dựng lực lượng Công an nhân dân, Bộ Công an                                  |                                                             | |
| 9      | Bùi Quảng Bạ      |                    | Phó Tổng cục trưởng Tổng cục An ninh                                                                          |                                                             | |
| 10     | Lâm Minh Chiến    |                    | Phó Tổng cục trưởng Tổng cục Cảnh sát                                                                         |                                                             | |
| 11     | Võ Hoài Việt      |                    | Phó Tổng cục trưởng Tổng cục An ninh, Bộ Công an (Việt Nam)                                                   |                                                             | |
| 12     | Nguyễn Hòa Bình   | 1958-              | Phó Tổng cục trưởng Tổng cục Cảnh sát, kiêm Cục trưởng Cục CSĐT tội phạm tham nhũng                           | Chánh án Tòa án nhân dân tối cao                            | |
| 13     | Trần Gia Cường    |                    | Vụ trưởng Vụ Hợp tác Quốc tế, Bộ Công an                                                                      | Cục trưởng Cục Đối ngoại                                    | |
| 14     | Bùi Xuân Sơn      | 1956               | Vụ trưởng Vụ Tài chính, Bộ Công an                                                                            |                                                             | |
| 15     | Đào Văn Khải      |                    | Tổng cục An ninh                                                                                              |                                                             | |
| 16     | Nguyễn Đức Minh   |                    | Cục trưởng Cục Đấu tranh chống gián điệp các nước ASEAN và các nước Châu Á khác, Tổng cục An ninh, Bộ Công an |                                                             | |
| 17     | Nguyễn Đức Hiệt   |                    | Tổng cục An ninh                                                                                              |                                                             | |
| 18     | Vũ Hùng Vương     | 1951-              | Tổng cục Cảnh sát                                                                                             |                                                             | Phó Chủ tịch thường trực Hội Cựu Công an nhân dân Việt Nam, nhiệm kỳ 2023-2028                                                    |
| 19     | Nguyễn Văn Vượng  |                    | Tổng cục Cảnh sát                                                                                             | Tư lệnh Bộ Tư lệnh Cảnh sát Cơ động, Bộ Công an             | |
| 20     | Nguyễn Đình Thuận | 1953-2017          | Tổng cục Xây dựng lực lượng Công an nhân dân, Bộ Công an                                                      |                                                             | |
| 21     | Phan Văn Vĩnh     | 1955-              | Giám đốc Công an tỉnh Nam Định                                                                                | Tổng cục trưởng Tổng cục Cảnh sát, Bộ Công an               | Bị tước danh hiệu công an nhân dân Bị khai trừ ra khỏi Đảng và chịu án tù do phạm tội bảo kê đường dây đánh bạc hàng ngàn tỉ đồng |
| 22     | Đồng Đại Lộc      | 1958-              | Giám đốc Công an tỉnh Thanh Hóa                                                                               | Cục trưởng Cục Cảnh sát điều tra tội phạm về ma túy         | |
| 23     | Nguyễn Viết Thế   |                    | Tổng cục Kỹ thuật                                                                                             |                                                             | |
| 24     | Nguyễn Văn Thắng  |                    | Bộ Công an |                                                             | |
| 25     | Triệu Văn Đạt     | 1955-2017          | Tổng cục Cảnh sát                                                                                             |                                                             | |
| 26     | Nguyễn Đức Nhanh  | 1952-              | Giám đốc Công an thành phố Hà Nội                                                                             |                                                             | |
| 27     | Tô Thường         | 1955-              | Giám đốc Công an tỉnh Hà Tây                                                                                  |                                                             | |
| 28     | Võ Trọng Thanh    |                    | Giám đốc Công an tỉnh Nghệ An                                                                                 |                                                             | |
| 29     | Huỳnh Huề         |                    | Tổng cục An ninh                                                                                              |                                                             | |
| 30     | Triệu Văn Thế     |                    | Cục trưởng Cục Quản lý Xuất nhập cảnh                                                                         |                                                             | Thụ phong thiếu tướng ngày 27/12/2007                                                                                             |

#### Phongquân hàmnăm2008
| Thứ tự | Họ tên            | Năm sinh - Năm mất | Chức vụ khi thụ phong                                                                 | Chức vụ cao nhất | Ghi chú |
| ------ | ----------------- | ------------------ | ------------------------------------------------------------------------------------- | ---------------- | ------- |
| 1      | Bùi Văn Cơ        |                    | Cục trưởng Cục Bảo vệ An ninh nội bộ và văn hóa, Tổng cục An ninh 2                   |                  |         |
| 2      | Nguyễn Đình Chung |                    | Cục trưởng B03 - Tổng cục V                                                           |                  |         |
| 3      | Trần Triều Dương  |                    | Giám đốc Sở Cảnh sát PCCC, Thành phố Hồ Chí Minh                                      |                  |         |
| 4      | Lê Xuân Đình      |                    |                                                                                       |                  |         |
| 5      | Phan Thanh Hà     |                    | Giám đốc Công an tỉnh Quảng Bình                                                      |                  |         |
| 6      | Nguyễn Thành Hà   |                    | Cục trưởng Cục Hồ sơ nghiệp vụ An ninh, Tổng cục Cảnh sát                             |                  |         |
| 7      | Nguyễn Việt Hùng  |                    | Tổng cục V                                                                            |                  |         |
| 8      | Nguyễn Xuân Hùng  |                    | Tổng cục An ninh                                                                      |                  |         |
| 9      | Ngô Cao Khải      |                    |                                                                                       |                  |         |
| 10     | Triệu Quốc Kế     |                    | Cục trưởng Cục Hồ sơ nghiệp vụ Cảnh sát, Tổng cục Cảnh sát                            |                  |         |
| 11     | Nguyễn Tiến Lực   |                    | Cục trưởng Cục Cảnh sát ĐTTP về trật tự quản lý kinh tế và chức vụ, Tổng cục Cảnh sát |                  |         |
| 12     | Lê Văn Minh       |                    | Phó Tổng cục trưởng Tổng cục Hậu cần-Kỹ thuật                                         |                  |         |
| 13     | Nguyễn Xuân Mười  |                    | Chánh Văn phòng Tổng cục III                                                          |                  |         |
| 14     | Đỗ Đình Nghị      |                    |                                                                                       |                  |         |
| 15     | Ksor Nham         |                    | Phó Tổng cục trưởng Tổng cục Hậu cần-Kỹ thuật                                         |                  |         |
| 16     | Cao Minh Nhạn     |                    | Giám đốc Công an tỉnh Khánh Hòa                                                       |                  |         |
| 17     | Ngô Tiến Quý      |                    |                                                                                       |                  |         |
| 18     | Phan Xuân Sang    |                    | Giám đốc Công an Thành phố Đà Nẵng                                                    |                  |         |
| 19     | Vũ Xuân Sinh      |                    | Tư lệnh Bộ Tư lệnh Cảnh vệ (2007-2015)                                                |                  |         |
| 20     | Nguyễn Thanh Tân  |                    | Giám đốc công an tỉnh Hà Tĩnh                                                         |                  |         |
| 21     | Nguyễn Chí Thành  |                    | Tổng cục An ninh                                                                      |                  |         |
| 22     | Nguyễn Ngọc Thái  |                    | Giám đốc Học viện An ninh nhân dân                                                    |                  |         |
| 23     | Nguyễn Phúc Thảo  |                    | Giám đốc công an tỉnh Sóc Trăng                                                       |                  |         |
| 24     | Đỗ Quyết Thắng    |                    | Giám đốc công an tỉnh Bạc Liêu                                                        |                  |         |
| 25     | Trình Văn Thống   |                    | Tổng cục An ninh                                                                      |                  |         |
| 26     | Nguyễn Thanh Toàn |                    | Giám đốc công an tỉnh Thừa Thiên Huế                                                  |                  |         |
| 27     | Nguyễn Quốc Tuấn  |                    | Phó Tư lệnh - Bộ Tư lệnh Cảnh sát cơ động                                             |                  |         |
| 28     | Đỗ Kim Tuyến      |                    | Phó Giám đốc Công an thành phố Hà Nội                                                 |                  |         |
| 29     | Trần Kim Tuyến    |                    |                                                                                       |                  |         |
| 30     | Nguyễn Xuân Tư    | 1957-2014          | Vụ trưởng Vụ Đào tạo, Tổng cục III                                                    |                  |         |
| 31     | Nguyễn Hữu Tước   | 1953-              | Giám đốc Công an tỉnh Quảng Ninh                                                      |                  |         |
| 32     | Nguyễn Bình Vận   |                    | Giám đốc Công an tỉnh Hà Giang                                                        |                  |         |
| 33     | Trương Như Vương  |                    | Viện trưởng Viện chiến lược và khoa học                                               |                  |         |

#### Phongquân hàmnăm2009
| Thứ tự | Họ tên            | Năm sinh - Năm mất | Chức vụ khi thụ phong                      | Chức vụ cao nhất                                                                    | Ghi chú |
| ------ | ----------------- | ------------------ | ------------------------------------------ | ----------------------------------------------------------------------------------- | ------- |
| 1      | Lê Thanh Bình     | 1956-              | Phó Giám đốc Công an Thành phố Hồ Chí Minh |                                                                                     |         |
| 2      | Lê Văn Thi        | 1957-              | Giám đốc Công an tỉnh Kiên Giang (-2011)   |                                                                                     |         |
| 3      | Dương Thái Nguyên |                    | Giám đốc Công an tỉnh An Giang             |                                                                                     |         |
| 4      | Nguyễn Văn Ninh   |                    |                                            | Phó Tổng cục trưởng Tổng cục VIII (Tổng cục Cảnh sát thi hành án và hỗ trợ tư pháp) |         |

### Phongquân hàmthập niên 2010

#### Phongquân hàmnăm2010
| Thứ tự | Họ tên         | Chức vụ khi thụ phong                                                                                              | Chức vụ cao nhất                          | Ghi chú |
| ------ | -------------- | --- | ----------------------------------------- | ------- |
| 1      | Lê Xuân Hòa    | Giám đốc Công an tỉnh Quảng Ngãi                                                                                   |                                           |         |
| 2      | Nguyễn Xuân Lý | Cục trưởng Cục Cảnh sát PCTP về môi trường                                                                         |                                           |         |
| 3      | Trần Văn Vệ    | Quyền Tổng cục trưởng Tổng cục Cảnh sát (2017-2018)                                                                | Chánh Văn phòng Cơ quan Cảnh sát điều tra |         |
| 4      | Võ Thành Đức   | Giám đốc Công an tỉnh Bình Dương                                                                                   |                                           |         |
| 5      | Huỳnh Thế Kỳ   | Ủy viên Ban thường vụ Tỉnh ủy, Giám đốc Công an tỉnh Ninh Thuận, Ủy viên Uỷ ban Quốc phòng và An ninh của Quốc hội |                                           |         |
| 6      | Phan Như Thạch | Ủy viên Ban thường vụ Tỉnh ủy, Giám đốc Công an tỉnh Quảng Nam                                                     |                                           |         |

#### Phongquân hàmnăm2011
| Thứ tự | Họ tên          | Chức vụ khi thụ phong                                                        | Chức vụ cao nhất                       | Ghi chú |
| ------ | --------------- | ---------------------------------------------------------------------------- | -------------------------------------- | ------- |
| 1      | Phan Anh Minh   | Phó Giám đốc Công an Thành phố Hồ Chí Minh                                   |                                        |         |
| 2      | Lê Đông Phong   | Phó Giám đốc Công an Thành phố Hồ Chí Minh                                   | Giám đốc Công an Thành phố Hồ Chí Minh |         |
| 3      | Bùi Đức Sòn     | Giám đốc Công an tỉnh Hòa Bình                                               |                                        |         |
| 4      | Lê Minh Hùng    | Phó Giám đốc Học viện An ninh nhân dân                                       |                                        |         |
| 5      | Lê Văn Lưu      | Phó Chánh Thanh tra Bộ Công an                                               |                                        |         |
| 6      | Đường Minh Hưng | Cục trưởng Cục Bảo vệ chính trị VI (Cục A67), Tổng cục An ninh I, Bộ Công an |                                        |         |

#### Phongquân hàmnăm2012
| Thứ tự | Họ tên           | Năm sinh - Năm mất | Chức vụ khi thụ phong | Chức vụ cao nhất                          | Ghi chú                                    |
| ------ | ---------------- | ------------------ | --- | ----------------------------------------- | ------------------------------------------ |
| 1      | Phạm Quốc Cương  | 1962-              | Cục trưởng Cục Chính trị - Hậu cần Cảnh sát thuộc Tổng cục Cảnh sát                                                              | Tư lệnh Bộ Tư lệnh Cảnh sát Cơ động       |                                            |
| 2      | Trần Việt Dũng   | 1956               | |                                           |                                            |
| 3      | Nguyễn Phong Hòa |                    | Phó Tổng cục trưởng Tổng cục Cảnh sát (2013-2018)                                                                                | Nguyên Cục trưởng Cục Tham mưu Cảnh sát   |                                            |
| 4      | Nguyễn Phi Hùng  |                    | Phó Tổng cục trưởng Tổng cục Cảnh sát (8.2011-2018)                                                                              | Nguyên Phó Giám đốc Công an tỉnh Đồng Nai |                                            |
| 5      | Nguyễn Xuân Lâm  |                    | Giám đốc Công an tỉnh Nghệ An |                                           |                                            |
| 6      | Trần Quốc Liêm   |                    | Phó Tổng cục trưởng Tổng cục An ninh (2012-2018)                                                                                 |                                           |                                            |
| 7      | Vũ Chí Thực      | 1956               | Giám đốc Công an tỉnh Quảng Ninh                                                                                                 |                                           |                                            |
| 8      | Trần Kỳ Rơi      | 1958               | Giám đốc Công an tỉnh Đăk Lăk |                                           |                                            |
| 9      | Bùi Văn Thành    | 1958               | Thứ trưởng Bộ Công an | Thứ trưởng Bộ Công an                     | Bị hạ quân hàm từ Trung tướng xuống Đại tá |
| 10     | Nguyễn Văn Sơn   | 1961               | Giám đốc Công an Thành phố Đà Nẵng                                                                                               | Thứ trưởng Bộ Công an                     |                                            |
| 11     | Vũ Đỗ Anh Dũng   | 1961               | Cục trưởng Cục cảnh sát đường thủy (C68) kiêm Cục trưởng Cục Cảnh sát quản lý hành chính về trật tự, an toàn xã hội (Bộ Công an) | Cục trưởng Cục cảnh sát giao thông        |                                            |
| 12     | Nguyễn Dĩnh      |                    | Cục trưởng Cục Cảnh sát truy nã tội phạm (C52), Bộ Công an                                                                       |                                           |                                            |
| 13     | Trần Huy Hồng    |                    | Cục trưởng Cục Ngoại tuyến và Kỹ thuật, thuộc Tổng cục Cảnh sát phòng, chống tội phạm, Bộ Công an                                |                                           |                                            |
| 14     | Trần Thùy        |                    | Phó Giám đốc Công an thành phố Hà Nội                                                                                            |                                           |                                            |
| 15     | Trịnh Xuyên      | 1959               | Giám đốc Công an tỉnh Thanh Hóa                                                                                                  |                                           |                                            |

#### Phongquân hàmnăm2013
| Thứ tự | Họ tên            | Năm sinh - Năm mất | Chức vụ khi thụ phong                                                                  | Chức vụ cao nhất                                                               | Ghi chú                                                       |
| ------ | ----------------- | ------------------ | -------------------------------------------------------------------------------------- | ------------------------------------------------------------------------------ | ------------------------------------------------------------- |
| 1      | Nguyễn Đức Chung  | 1967-              | Giám đốc Công an thành phố Hà Nội                                                      | Chủ tịch Ủy ban nhân dân thành phố Hà Nội                                      | Bị khởi tố và bắt tạm giam về việc đánh cắp bí mật Nhà nước   |
| 2      | Nguyễn Văn Chuyên |                    | Phó Tổng cục trưởng Tổng cục HC-KT (2010-2018)                                         |                                                                                |                                                               |
| 3      | Bùi Tuyết Minh    | 1962-              | Giám đốc Công an tỉnh Kiên Giang (2011-2020)                                           | Giám đốc Công an tỉnh Kiên Giang                                               | Nữ tướng đầu tiên của Công an (thụ phong 13 tháng 7 năm 2013) |
| 4      | Bùi Mậu Quân      | 1960-              | Giám đốc Công an tỉnh Hải Dương (2008-2013)                                            | Phó Tổng cục trưởng Tổng cục An ninh (2013-2020)                               |                                                               |
| 5      | Nguyễn Hữu Quang  |                    | Phó Tư lệnh Bộ Tư lệnh Cảnh vệ                                                         |                                                                                |                                                               |
| 6      | Nguyễn Đăng Lợi   |                    | Giám đốc Công an tỉnh Bắc Ninh                                                         |                                                                                |                                                               |
| 7      | Trần Thị Ngọc Đẹp | 1960-              | Giám đốc Sở Cảnh sát phòng cháy, chữa cháy thành phố Cần Thơ (2011-2018)               | Cục trưởng Cục Xây dựng Phong trào Toàn dân Bảo vệ An ninh Tổ quốc (2018-2020) | Nữ tướng thứ hai của Công an (thụ phong tháng 12 năm 2013)    |
| 8      | Trần Quốc Tỏ      | 1962-              | Phó Tổng cục trưởng Tổng cục Cảnh sát Phòng chống, Tội phạm                            | Thứ trưởng Bộ Công an                                                          |                                                               |
| 9      | Đỗ Ngọc Cẩn       |                    | Hiệu trưởng Trường Đại học Phòng cháy chữa cháy                                        | Phó Tổng cục trưởng Tổng cục Chính trị (2014-nay)                              |                                                               |
| 10     | Nguyễn Huy Mạ     | 1955-2018          | Cục trưởng Cục Hồ sơ nghiệp vụ cảnh sát (C53 - Bộ Công an)                             |                                                                                |                                                               |
| 11     | Đặng Văn Sinh     | 1959-              | Giám đốc Công an tỉnh Nam Định                                                         |                                                                                |                                                               |
| 12     | Trần Duy Thanh    |                    | Chánh Văn phòng Interpol Việt Nam                                                      | Phó Cục trưởng Cục Đối ngoại, Bộ Công an (Việt Nam)                            |                                                               |
| 13     | Lê Văn Út         | 1958-              | Ủy viên Thường vụ Tỉnh ủy, Bí thư Đảng ủy Công an tỉnh Giám đốc Công an tỉnh Vĩnh Long |                                                                                |                                                               |

#### Phong quân hàm năm 2014
| Thứ tự | Họ tên            | Năm sinh - Năm mất | Chức vụ khi thụ phong                                                                                  | Chức vụ cao nhất | Ghi chú                     |
| ------ | ----------------- | ------------------ | --- | --- | --------------------------- |
| 1      | Bùi Tiến Cam      |                    | Phó Tư lệnh Bộ Tư lệnh Cảnh sát Cơ động                                                                | |                             |
| 2      | Mai Tiến Dũng     |                    | Phó Chánh Văn phòng Bộ Công an                                                                         | |                             |
| 3      | Sùng A Hồng       | 1962               | Giám đốc Công an tỉnh Điện Biên (2012-2020)                                                            | Giám đốc Công an tỉnh Điện Biên (2012-2020) |                             |
| 4      | Nguyễn Thanh Hồng | 1960               | Ủy viên thường trực Ủy ban Quốc phòng và An ninh                                                       | |                             |
| 5      | Trương Giang Long | 1955               | Phó Tổng cục trưởng Tổng cục Chính trị kiêm Giám đốc Học viện Chính trị Công an nhân dân, Tổng cục III | |                             |
| 6      | Hoàng Thị Thủy    |                    | Ủy viên Ủy ban kiểm tra Đảng ủy Công an Trung ương                                                     | | Nữ tướng thứ ba của Công an |
| 7      | Trần Văn Trình    |                    | Phó Tư lệnh Bộ Tư lệnh Cảnh vệ                                                                         | |                             |
| 8      | Phạm Lê Xuất      | 1958               | Cục trưởng A64                                                                                         | |                             |
| 9      | Đinh Văn Toản     | 1958               | Phó Giám đốc Công an thành phố Hà Nội                                                                  | |                             |
| 10     | Đỗ Hữu Ca         | 1958               | Giám đốc Công an Thành phố Hải Phòng                                                                   | |                             |
| 11     | Bùi Bé Tư         | 1960               | Giám đốc Công an tỉnh An Giang                                                                         | |                             |
| 12     | Hoàng Duy Hòa     |                    | Phó Chánh Thanh tra Bộ Công an                                                                         | |                             |
| 13     | Nguyễn Xuân Lâm   |                    | Giám đốc Công an tỉnh Nghệ An                                                                          | Phó Chánh Thanh tra Bộ Công an |                             |
| 14     | Đặng Xuân Khang   |                    | Phó Giám đốc Học viện Cảnh sát nhân dân                                                                | |                             |
| 15     | Phí Đức Tuấn      |                    | Phó Giám đốc Học viện An ninh nhân dân                                                                 | |                             |
| 16     | Trịnh Văn Thanh   |                    | Hiệu trưởng Trường Đại học Cảnh sát nhân dân (đóng tại Thành phố Hồ Chí Minh)                          | |                             |
| 17     | Lê Văn Bảy        | 1959               | Giám đốc Công an tỉnh Lai Châu                                                                         | |                             |
| 18     | Nguyễn Quang Chữ  |                    | Cục trưởng Cục Chính sách, Tổng cục Xây dựng Lực lượng, Bộ Công an (Việt Nam)                          | |                             |
| 19     | Nguyễn Xuân Ngư   |                    | Phó Chánh Văn phòng Đảng ủy Công an Trung ương.                                                        | |                             |
| 20     | Đặng Văn Chấn     |                    | Phó Chánh Thanh tra Bộ Công an Việt Nam                                                                | - Phó Chủ nhiệm Ủy ban Kiểm tra Đảng ủy Công an Trung ương - Nguyên Phó Tổng cục trưởng Tổng cục Cảnh sát Thi hành án hình sự và Hỗ trợ Tư pháp |                             |
| 21     | Lê Quốc Trân      |                    | Giám đốc Sở Cảnh sát Phòng cháy chữa cháy Thành phố Hải Phòng                                          | |                             |
| 22     | Bùi Văn Sơn       |                    | Giám đốc Công an tỉnh Lâm Đồng                                                                         | |                             |
| 23     | Trần Minh Đạo     |                    | Giám đốc Bệnh viện 19-8                                                                                | |                             |
| 24     | Trần Xuân Đức     |                    | Cục trưởng Cục Tham mưu (Cục B12), Tổng cục Tình báo, Bộ Công an (Việt Nam)                            | |                             |

#### Phongquân hàmnăm2015
| Thứ tự | Họ tên            | Năm sinh - Năm mất | Chức vụ khi thụ phong | Chức vụ cao nhất                                                                  | Ghi chú            |
| ------ | ----------------- | ------------------ | --- | --------------------------------------------------------------------------------- | ------------------ |
| 1      | Nguyễn Văn Dư     |                    | Phó Tổng cục trưởng Tổng cục HC-KT (2013-2018)                                                                                        | Tổng Giám đốc Tổng Công ty Viễn thông Toàn cầu, Bộ Công an (GTEL)                 |                    |
| 2      | Nguyễn Khắc Đức   |                    | Cục trưởng Cục Kỹ thuật nghiệp vụ 1, Tổng cục An ninh                                                                                 |                                                                                   |                    |
| 3      | Nguyễn Quang Hùng |                    | Phó Tư lệnh Bộ Tư lệnh Cảnh vệ |                                                                                   |                    |
| 4      | Lương Văn Khang   | 1961               | Phó Tư lệnh Bộ Tư lệnh Cảnh vệ | kiêm Phó Trưởng ban Ban Quản lý Lăng Chủ tịch HCM                                 |                    |
| 5      | Nguyễn Hữu Dánh   | 1958               | Phó Cục trưởng Cục Cảnh sát giao thông, Bộ Công an (Việt Nam)                                                                         |                                                                                   |                    |
| 6      | Lương Tam Quang   | 1965               | Phó Chánh Văn phòng Bộ Công an | Thứ trưởng Bộ Công an                                                             | Trung tướng (2019) |
| 7      | Nguyễn Ngọc Tuấn  |                    | Phó Cục trưởng Cục Cảnh sát giao thông, Bộ Công an (Việt Nam)                                                                         |                                                                                   |                    |
| 8      | Vũ Ngọc Riềm      |                    | Phó Tư lệnh Bộ Tư lệnh Cảnh sát Cơ động (Việt Nam)                                                                                    |                                                                                   |                    |
| 9      | Vương Xuân Đồng   |                    | Phó Chánh Thanh tra Bộ Công an |                                                                                   |                    |
| 10     | Nguyễn Quý Khoát  |                    | Phó Giám đốc Học viện An ninh nhân dân                                                                                                |                                                                                   |                    |
| 11     | Nguyễn Như Tuấn   | 1960               | Giám đốc Công an tỉnh Thái Nguyên |                                                                                   |                    |
| 12     | Đinh Huy Hiệu     |                    | Cục trưởng Cục Công tác Đảng và công tác quần chúng, Tổng cục Chính trị, Bộ Công an (Việt Nam)                                        |                                                                                   |                    |
| 13     | Vũ Xuân Dung      |                    | Cục trưởng Cục cảnh sát Đăng ký Quản lý Cư trú và Dữ liệu Quốc gia về Dân cư (C72), Bộ Công an Việt Nam                               |                                                                                   |                    |
| 14     | Nguyễn Tất Lợi    |                    | Cục trưởng Cục Công nghệ thông tin, Bộ Công an Việt Nam                                                                               |                                                                                   |                    |
| 15     | Đặng Trần Chiêu   |                    | Giám đốc Công an tỉnh Yên Bái |                                                                                   |                    |
| 16     | Tô Văn Huệ        |                    | Cục trưởng Cục Hồ sơ nghiệp vụ, Bộ Công an                                                                                            | Cục trưởng Cục Cảnh sát quản lý hành chính về trật tự xã hội, Bộ Công an Việt Nam |                    |
| 17     | Lê Danh Cường     |                    | Cục trưởng Cục Khoa học kỹ thuật (B42), Tổng cục Tình báo, Bộ Công an Việt Nam                                                        | Viện trưởng Viện Khoa học hình sự, Bộ Công an Việt Nam                            |                    |
| 18     | Phạm Văn Miên     | 1959-              | Tổng biên tập báo Công an nhân dân |                                                                                   |                    |
| 19     | Nguyễn Thế Sang   |                    | Phó Cục trưởng Cục Cảnh sát Phòng cháy chữa cháy và Cứu nạn cứu hộ, Bộ Công an Việt Nam                                               | Phó Chánh Thanh tra Bộ Công an Việt Nam                                           |                    |
| 20     | Phan Xuân Sơn     |                    | Cục trưởng Cục quản lý phạm nhân, trại viên (Cục C85), Tổng cục Cảnh sát Thi hành án hình sự và Hỗ trợ Tư pháp, Bộ Công an (Việt Nam) | Phó Chánh Thanh tra Bộ Công an Việt Nam                                           |                    |
| 21     | Vũ Quang Hưng     |                    | Chánh Văn phòng Cơ quan Cảnh sát điều tra Bộ Công an Việt Nam                                                                         |                                                                                   |                    |
| 22     | Lê Công Hoàng     |                    | Cục trưởng Cục An ninh xã hội, Tổng cục An ninh 2, Bộ Công an Việt Nam                                                                | Phó Chủ nhiệm Ủy ban Kiểm tra Đảng ủy Công an Trung ương (2015-2018)              |                    |
| 23     | Tô Xuân Bốn       | 1959-              | Cục trưởng Chính trị, Tổng cục VIII, Bộ Công an                                                                                       |                                                                                   |                    |
| 24     | Nguyễn Quốc Diệp  |                    | Giám đốc Công an tỉnh Tiền Giang | Phó Cục trưởng Cục Cảnh sát giao thông, Bộ Công an (Việt Nam) (2015-2018)         |                    |
| 25     | Từ Hồng Sơn       |                    | Giám đốc Công an tỉnh Quảng Bình |                                                                                   |                    |
| 26     | Đào Công Danh     |                    | Phó Giám đốc Công an Thành phố Hồ Chí Minh                                                                                            |                                                                                   |                    |

#### Phongquân hàmnăm2016
| Thứ tự | Họ tên             | Năm sinh - Năm mất | Chức vụ khi thụ phong | Chức vụ cao nhất                                                                  | Ghi chú                                                                              |
| ------ | ------------------ | ------------------ | --- | --------------------------------------------------------------------------------- | ------------------------------------------------------------------------------------ |
| 1      | Lý Anh Dũng        |                    | Cục trưởng Cục An ninh điều tra, Tổng cục An ninh, Bộ Công an                                                                                      |                                                                                   |                                                                                      |
| 2      | Lê Minh Mạnh       |                    | Phó Cục trưởng Cục An ninh mạng, Bộ Công an (Việt Nam)                                                                                             |                                                                                   |                                                                                      |
| 3      | Nguyễn Văn Thân    |                    | Giám đốc Công an tỉnh Bình Thuận |                                                                                   |                                                                                      |
| 4      | Trần Vi Dân        |                    | Tổng biên tập Tạp chí Công an nhân dân | Giám đốc Học viện Chính trị Công an nhân dân                                      |                                                                                      |
| 5      | Lương Ngọc Dương   |                    | Phó Cục trưởng Cục Xây dựng phong trào toàn dân bảo vệ An ninh Tổ quốc, Bộ Công an (Việt Nam)                                                      |                                                                                   |                                                                                      |
| 6      | Đào Gia Bảo        |                    | Phó Cục trưởng Cục Công tác Chính trị, Bộ Công an                                                                                                  |                                                                                   |                                                                                      |
| 7      | Trịnh Ngọc Bảo Duy |                    | Cục trưởng Cục Kế hoạch và tài chính, Bộ Công an (Việt Nam)                                                                                        |                                                                                   |                                                                                      |
| 8      | Nguyễn Thế Bình    |                    | Phó Tổng cục trưởng Tổng cục Hậu cần - Kỹ thuật, Bộ Công an Việt Nam                                                                               |                                                                                   |                                                                                      |
| 9      | Trần Văn Sáu       | 1959               | Giám đốc Bệnh viện 19-8, Bộ Công an Việt Nam |                                                                                   |                                                                                      |
| 10     | Nguyễn Xuân Hà     | 1960               | Cục trưởng Cục An ninh Tây Nguyên, Bộ Công an Việt Nam                                                                                             |                                                                                   |                                                                                      |
| 11     | Nguyễn Xuân Toản   |                    | Phó Cục trưởng Cục Pháp chế và cải cách hành chính tư pháp, Bộ Công an Việt Nam                                                                    |                                                                                   |                                                                                      |
| 12     | Đỗ Minh Dũng       |                    | Phó Cục trưởng Cục Cảnh sát Phòng cháy chữa cháy và Cứu nạn cứu hộ, Bộ Công an (Việt Nam).                                                         | nguyên Thủ trưởng Cơ quan Cảnh sát điều tra, Phó Giám đốc Công an tỉnh Kiên Giang |                                                                                      |
| 13     | Lê Quốc Trung      |                    | Cục trưởng Cục Quản lý Khoa học và Công nghệ môi trường (H46) thuộc Tổng cục Hậu cần - Kỹ thuật, Bộ Công an Việt Nam                               |                                                                                   |                                                                                      |
| 14     | Nguyễn Văn Lý      |                    | Phó Tổng cục trưởng Tổng cục Cảnh sát Thi hành án hình sự và Hỗ trợ Tư pháp (Tổng cục VIII) Bộ Công an Việt Nam                                    |                                                                                   |                                                                                      |
| 15     | Ngô Kiên           |                    | Cục trưởng Cục Cảnh sát phòng chống tội phạm về buôn lậu (C74), Tổng cục Cảnh sát Bộ Công an Việt Nam                                              |                                                                                   |                                                                                      |
| 16     | Trần Thế Quân      |                    | Phó cục trưởng Cục Pháp chế và cải cách hành chính tư pháp, Bộ Công an                                                                             |                                                                                   |                                                                                      |
| 17     | Phan Anh Tuấn      |                    | Cục trưởng Cục Quản lý công nghiệp an ninh và doanh nghiệp (nay là Cục Công nghiệp an ninh) thuộc Tổng cục Hậu cần - Kỹ thuật, Bộ Công an Việt Nam |                                                                                   |                                                                                      |
| 18     | Trần Minh Chất     |                    | Phó Giám đốc Học viện Cảnh sát nhân dân |                                                                                   |                                                                                      |
| 19     | Lê Kiên Trung      |                    | Phó Tổng cục trưởng Tổng cục An ninh II, Bộ Công an                                                                                                |                                                                                   | con trai của cựu Tổng Bí thư Ban Chấp hành Trung ương Đảng Cộng sản Việt Nam Lê Duẩn |

#### Phong quân hàm năm 2017
| Thứ tự | Họ tên              | Năm sinh - Năm mất | Chức vụ khi thụ phong                                                          | Chức vụ cao nhất      | Ghi chú        |
| ------ | ------------------- | ------------------ | ------------------------------------------------------------------------------ | --------------------- | -------------- |
| 1      | Nhữ Thị Minh Nguyệt |                    | Cục trưởng Cục Chính trị Cảnh sát, Bộ Công an (Việt Nam)                       |                       | Nữ tướng thứ 4 |
| 2      | Lê Tấn Tảo          |                    | Phó tổng cục trưởng Tổng cục Cảnh sát (2014-2018)                              |                       |                |
| 3      | Vũ Xuân Viên        | 1964               | Cục trưởng Cục tham mưu cảnh sát                                               |                       |                |
| 4      | Nguyễn Duy Ngọc     | 1964               | Phó Tổng cục trưởng Tổng cục Cảnh sát, Bộ Công an Việt Nam                     | Thứ trưởng Bộ Công an |                |
| 5      | Bùi Quang Hải       |                    | Cục trưởng Cục An ninh Tây Nam Bộ                                              |                       |                |
| 6      | Nguyễn Minh Đức     | 1969               | Ủy viên thường trực Ủy ban Quốc phòng và an ninh của Quốc hội (9/2016 đến nay) |                       |                |
| 7      | Lê Huy Động         |                    | Phó Tư lệnh Bộ Tư lệnh Cảnh vệ (Việt Nam)                                      |                       |                |
| 8      | Nguyễn Văn Phục     |                    | Phó Tư lệnh Bộ Tư lệnh Cảnh sát Cơ động (Việt Nam)                             |                       |                |
| 9      | Đặng Văn Đoài       | 1960               | Hiệu trưởng Trường Đại học An ninh nhân dân                                    |                       |                |
| 10     | Nguyễn Ngọc Toàn    |                    | Cục trưởng Cục Tham mưu Chính trị Công an nhân dân - Bộ Công an                |                       |                |
| 11     | Phạm Bá Tuyến       |                    | Giám đốc Bệnh viện Y học cổ truyền, Bộ Công an                                 |                       |                |
| 12     | Vũ Ngọc Lân         |                    | Phó Cục trưởng Cục Đối ngoại, Bộ Công an (Việt Nam)                            |                       |                |
| 13     | Nguyễn Văn Ly       |                    | Cục trưởng Cục Đào tạo, thuộc Tổng cục Chính trị, Bộ Công an Việt Nam          |                       |                |
| 14     | Đặng Hoàng Đa       | 1965               | Cục phó Cục Xây dựng phong trào toàn dân bảo vệ An ninh Tổ quốc (2016 đến nay) |                       |                |
| 15     | Lê Vân              |                    | Cục trưởng Cục An ninh chính trị nội bộ (A83), Bộ Công an                      |                       |                |
| 16     | Quách Huy Hoàng     |                    | Phó Cục trưởng Cục Bảo vệ chính trị IV, Tổng cục An ninh, Bộ Công an           |                       |                |

#### Phong quân hàm năm 2018
| Thứ tự | Họ tên             | Năm sinh - Năm mất | Chức vụ khi thụ phong                                                                                      | Chức vụ cao nhất                                                          | Ghi chú |
| ------ | ------------------ | ------------------ | --- | ------------------------------------------------------------------------- | --- |
| 1      | Trần Quốc Trung    |                    | Phó Cục trưởng Cục Cảnh sát giao thông, Bộ Công an (Việt Nam)                                              |                                                                           | |
| 2      | Đoàn Ngọc Hùng     | 1961               | Phó giám đốc Công an Thành phố Hà Nội (2012 đến nay)                                                       |                                                                           | |
| 3      | Đào Thanh Hải      | 1962               | Phó giám đốc Công an Thành phố Hà Nội (2014 đến nay)                                                       |                                                                           | |
| 4      | Nguyễn Anh Tuấn    | 1962               | Phó giám đốc Công an Thành phố Hà Nội (12/2015 đến nay)                                                    |                                                                           | Bị tước cấp bậc Thiếu tướng năm 2023, bị khởi tố, bắt tạm giam do liên quan đến vụ án "chuyến bay giải cứu" |
| 5      | Ngô Minh Châu      | 1964               | Phó giám đốc Công an Thành phố Hồ Chí Minh (2007 đến nay)                                                  |                                                                           | |
| 6      | Nguyễn Hải Trung   | 1968               | Giám đốc Công an tỉnh Thanh Hóa (8/2018 đến 2020)                                                          | Bí thư Đảng ủy Công an thành phố Hà Nội Giám đốc Công an Thành phố Hà Nội | |
| 7      | Lê Quang Bốn       | 1968               | Hiệu trưởng Trường Đại học PCCC (8/2018 đến nay)                                                           |                                                                           | |
| 8      | Lê Văn Thắng       |                    | Giám đốc Học viện An ninh nhân dân (4/2018 đến nay)                                                        |                                                                           | |
| 9      | Lê Xuân Đức        |                    | Phó Cục trưởng Cục Cảnh sát giao thông, Bộ Công an (Việt Nam)                                              |                                                                           | |
| 10     | Nguyễn Hồng Thái   | 1961-              | Phó Cục trưởng Cục Khoa học, Chiến lược và Lịch sử Công an (2018-2019)                                     |                                                                           | |
| 11     | Nguyễn Quang Trung |                    | Phó Viện trưởng Viện Chiến lược và Khoa học Công an                                                        |                                                                           | |
| 12     | Nguyễn Đức Minh    |                    | Cục trưởng Cục Công tác Đảng và công tác quần chúng (X16), Tổng cục Chính trị Công an nhân dân, Bộ Công an |                                                                           | |
| 13     | Nguyễn Thanh Sơn   |                    | Phó Cục trưởng Cục Đối ngoại, Bộ Công an (Việt Nam)                                                        |                                                                           | |
| 14     | Đặng Ngọc Tuyến    |                    | Phó Cục trưởng Cục An ninh chính trị nội bộ, Bộ Công an Việt Nam                                           |                                                                           | |
| 15     | Nguyễn Văn Giang   |                    | Phó Cục trưởng Cục An ninh mạng và phòng, chống tội phạm sử dụng công nghệ cao, Bộ Công an                 |                                                                           | |
| 16     | Phan Xuân Tuy      |                    | Phó Giám đốc Học viện Chính trị Công an nhân dân                                                           |                                                                           | |
| 17     | Hoàng Quốc Định    |                    | Giám đốc Sở Cảnh sát Phòng cháy chữa cháy thành phố Hà Nội                                                 | Phó Giám đốc Công an thành phố Hà Nội                                     | |

#### Phong quân hàm năm 2019
| Thứ tự | Họ tên             | Năm sinh - Năm mất | Chức vụ khi thụ phong                                                                                           | Chức vụ cao nhất | Ghi chú        |
| ------ | ------------------ | ------------------ | --- | --- | -------------- |
| 1      | Đỗ Văn Hoành       | 1963               | Chánh thanh tra Bộ Công An (11/2018 đến 01/2020)                                                                | Phó Thủ trưởng Thường trực Cơ quan Cảnh sát điều tra Bộ Công an Chánh Văn phòng Cơ quan Cảnh sát điều tra Bộ Công an             |                |
| 2      | Lê Quốc Hùng       | 1966               | Phó Chủ nhiệm Thường trực Ủy ban kiểm tra công an TW (11/2018 đến 05/2020)                                      | Thứ trưởng Bộ Công an Việt Nam (2020 - nay)                                                                                      |                |
| 3      | Trần Ngọc Hà       | 1968               | Cục trưởng Cục cảnh sát hình sự (3/2018 đến nay)                                                                | |                |
| 4      | Nguyễn Hữu Cầu     | 1962               | Giám đốc Công an tỉnh Nghệ An (3/2015 đến 2020)                                                                 | |                |
| 5      | Trần Đức Tài       | 1964               | Phó giám đốc Công an Thành phố Hồ Chí Minh (2013 đến nay)                                                       | |                |
| 6      | Trần Minh Hưởng    | 1969               | Giám Đốc Học viện Cảnh sát nhân dân (10/2018 đến nay)                                                           | |                |
| 7      | Trần Minh Lệ       |                    | Phó Chánh Văn phòng Cơ quan Cảnh sát điều tra Bộ Công an Việt Nam                                               | |                |
| 8      | Phạm Tiến Cương    |                    | Phó Tư lệnh Phụ trách Bộ Tư lệnh Cảnh vệ (Việt Nam)                                                             | |                |
| 9      | Phạm Văn Bảng      |                    | Phó Tư lệnh Bộ Tư lệnh Cảnh sát Cơ động (Việt Nam)                                                              | |                |
| 10     | Hoàng Anh Tuyên    |                    | Phó Chánh Văn phòng Bộ Công an                                                                                  | |                |
| 11     | Lê Ngọc An         |                    | Phó Giám đốc Học viện An ninh nhân dân                                                                          | |                |
| 12     | Trần Văn Doanh     |                    | Phó Cục trưởng Cục Cảnh sát điều tra tội phạm về ma túy, Bộ Công an Việt Nam                                    | |                |
| 13     | Phạm Hồng Sơn      |                    | Phó Cục trưởng Cục Cảnh sát điều tra tội phạm về ma túy, Bộ Công an Việt Nam                                    | Giám đốc Công an tỉnh Bắc Ninh                                                                                                   |                |
| 14     | Nguyễn Đắc Hoan    | 1965               | Phó Giám đốc Học viện Cảnh sát nhân dân                                                                         | |                |
| 15     | Nguyễn Khắc Thủy   |                    | Phó Cục trưởng Cục Y tế, Bộ Công an Việt Nam                                                                    | |                |
| 16     | Nguyễn Văn Thuận   | 1965               | Giám đốc Công an thành phố Cần Thơ                                                                              | |                |
| 17     | Trần Đức Tuấn      |                    | Phó Chánh Văn phòng Bộ Công an (Việt Nam)                                                                       | |                |
| 18     | Trần Văn Thiệp     |                    | Phó Cục trưởng Cục An ninh điều tra Bộ Công an (Việt Nam)                                                       | |                |
| 19     | Trần Thắng Phúc    | 1962               | Phó Cục trưởng Cục An ninh nội địa, Bộ Công an Việt Nam                                                         | Giám đốc Công an tỉnh Bình Phước                                                                                                 |                |
| 20     | Hoàng Đức Lừng     | 1968               | Cục trưởng Cục Tổ chức Cán bộ, Bộ Công an (Việt Nam)                                                            | Phó Giám đốc Công an tỉnh Hải Dương                                                                                              |                |
| 21     | Lê Thanh Hải       |                    | Phó Chánh Thanh tra Bộ Công an Việt Nam.                                                                        | nguyên Phó Bí thư Đảng ủy, Phó Giám đốc Công an thành phố Đà Nẵng                                                                |                |
| 22     | Vũ Thanh Chương    | 1968               | Giám đốc Công an Hải Dương                                                                                      | Giám đốc Công an Thành phố Hải Phòng                                                                                             |                |
| 23     | Lê Tấn Tới         | 1969               | nguyên Cục trưởng Cục Tổ chức Cán bộ, Bộ Công an (Việt Nam)                                                     | Chủ nhiệm Ủy ban Quốc phòng và An ninh của Quốc hội                                                                              |                |
| 24     | Lê Văn Long        |                    | Cục trưởng Cục Quản lý xây dựng và doanh trại, Bộ Công an Việt Nam                                              | |                |
| 25     | Nguyễn Hồng Nguyên |                    | Phó Chánh Văn phòng Bộ Công an (Việt Nam)                                                                       | |                |
| 26     | Nguyễn Tuấn Anh    | 1968               | Cục trưởng Cục Cảnh sát Phòng cháy chữa cháy và Cứu nạn cứu hộ, Bộ Công an Việt Nam.                            | nguyên Phó Giám đốc Công an thành phố Hà Nội                                                                                     |                |
| 27     | Lê Văn Hải         |                    | Cục trưởng Cục Hậu cần, Bộ Công an Việt Nam                                                                     | |                |
| 28     | Nguyễn Ngọc Hiếu   | n/a                | Phó Chánh thanh tra Bộ Công An (2018 đến nay)                                                                   | |                |
| 29     | Phạm Văn Vinh      | n/a                | Phó Cục trưởng Cục An ninh chính trị nội bộ, Bộ Công an Việt Nam                                                | |                |
| 30     | Nguyễn Bạch Đằng   | n/a                | Phó Cục trưởng Cục An ninh chính trị nội bộ, Bộ Công an Việt Nam                                                | |                |
| 31     | Lê Huỳnh Quốc      | n/a                | Phó Cục trưởng Cục An ninh kinh tế, Bộ Công an Việt Nam                                                         | |                |
| 32     | Lê Minh Quý        | n/a                | Viện trưởng Viện Khoa học và công nghệ, Bộ Công an Việt Nam                                                     | |                |
| 33     | Ngô Thị Hoàng Yến  | n/a                | Phó Cục trưởng Cục Công tác Đảng và công tác chính trị, Bộ Công an                                              | | Nữ tướng thứ 5 |
| 34     | Nguyễn Thị Xuân    | 1967-              | Ủy viên Thường trực Ủy ban Quốc phòng và An ninh của Quốc hội                                                   | nguyên Phó Giám đốc Công an tỉnh Đắk Lắk, nguyên Phó Cục trưởng Cục Pháp chế và Cải cách thủ tục Hành chính, Tư pháp, Bộ Công an | Nữ tướng thứ 6 |
| 35     | Trần Văn Thiện     | n/a                | Phó Cục trưởng Cục Cảnh sát quản lý trại giam, cơ sở giáo dục bắt buộc, trường giáo dưỡng (Cục C10), Bộ Công an | |                |
| 36     | Hoàng Xuân Du      | n/a                | Phó Cục trưởng Cục Cảnh sát quản lý trại giam, cơ sở giáo dục bắt buộc, trường giáo dưỡng (Cục C10), Bộ Công an | |                |
| 37     | Lê Hồng Hiệp       | 1966               | Phó Cục trưởng Cục Công tác Đảng và Công tác chính trị                                                          | |                |
| 38     | Kiên Rịnh          | 1964               | Phó Cục trưởng Cục Đối ngoại, Bộ Công an (Việt Nam)                                                             | |                |
| 39     | Lê Văn Long        |                    | Cục trưởng Cục Quản lý xây dựng và doanh trại, Bộ Công an Việt Nam                                              | |                |

### Phongquân hàmthập niên 2020

#### Phong quân hàm năm 2020
| Thứ tự | Họ tên             | Năm sinh - Năm mất | Chức vụ khi thụ phong                                                                     | Chức vụ cao nhất                             | Ghi chú        |
| ------ | ------------------ | ------------------ | ----------------------------------------------------------------------------------------- | -------------------------------------------- | -------------- |
| 1      | Nguyễn Đức Dũng    | 1967-              | Giám đốc Công an tỉnh Quảng Nam                                                           |                                              |                |
| 2      | Vũ Hữu Tài         |                    | Phó Chánh Văn phòng Bộ Công an                                                            |                                              |                |
| 3      | Nguyễn Văn Minh    |                    | Phó Cục trưởng Cục Cảnh sát quản lý trại giam, cơ sở giáo dục bắt buộc, trường giáo dưỡng |                                              |                |
| 4      | Võ Trọng Hải       | 1968-              | Giám đốc Công an tỉnh Nghệ An                                                             | Chủ tịch UBND tỉnh Hà Tĩnh                   |                |
| 5      | Lê Hồng Nam        | 1966-              | Giám đốc Công an Thành phố Hồ Chí Minh                                                    |                                              |                |
| 6      | Nguyễn Văn Trung   | 1967-              | Cục trưởng Cục Cảnh sát giao thông                                                        |                                              |                |
| 7      | Nguyễn Văn Viện    | 1966-              | Cục trưởng Cục Cảnh sát điều tra tội phạm về ma túy                                       |                                              |                |
| 8      | Trần Phú Hà        | 1967 -             | Giám đốc Công an tỉnh Thanh Hóa                                                           |                                              |                |
| 9      | Phạm Ngọc Việt     |                    | Cục trưởng An ninh nội địa                                                                |                                              |                |
| 10     | Trần Hải Quân      | 1970-              | Tư lệnh Bộ Tư lệnh Cảnh vệ                                                                |                                              |                |
| 11     | Đinh Thanh Nhàn    | 1968-              | Phó giám đốc Công An Thành phố Hồ Chí Minh                                                |                                              |                |
| 12     | Cao Đăng Hưng      | 1966-              | Phó Giám đốc Công an Thành phố Hồ Chí Minh                                                |                                              |                |
| 13     | Hồ Sỹ Niêm         |                    | Phó Cục trưởng Cục Cảnh sát Hình sự, Bộ Công an                                           |                                              |                |
| 14     | Trần Thị Bé Nhân   |                    | Phó Cục trưởng Cục An ninh Chính trị nội bộ, Bộ Công an                                   |                                              | Nữ tướng thứ 7 |
| 15     | Nguyễn Thanh Trang |                    | Cục trưởng Cục Xây dựng Phong trào Toàn dân bảo vệ An ninh tổ quốc, Bộ Công an            |                                              |                |
| 16     | Bùi Thiện Dũng     |                    | Cục trưởng Cục Trang bị Kho vận, Bộ Công an                                               |                                              |                |
| 17     | Nguyễn Văn Đức     |                    | Phó Cục trưởng Cục Trang bị Kho vận, Bộ Công an                                           |                                              |                |
| 18     | Dương Văn Tính     |                    | Giám đốc Cục Công nghệ thông tin, Bộ Công an                                              |                                              |                |
| 19     | Rah Lan Lâm        | 1964               | Giám đốc Công an tỉnh Gia Lai                                                             |                                              |                |
| 20     | Nguyễn Ngọc Thanh  | 1965               | Phó Tư lệnh Bộ Tư lệnh Cảnh sát Cơ động                                                   |                                              |                |
| 21     | Nguyễn Văn Viện    | 1966-              | Cục trưởng Cục Cảnh sát điều tra tội phạm về ma túy                                       | nguyên Phó Giám đốc Công an thành phố Hà Nội |                |

#### Phong quân hàm năm 2021
| Thứ tự | Họ tên           | Năm sinh - Năm mất | Chức vụ khi thụ phong | Ghi chú                                                                                          |
| ------ | ---------------- | ------------------ | --- | ------------------------------------------------------------------------------------------------ |
| 1      | Lê Văn Tuyến     | 1973-              | Phó Chủ nhiệm Thường trực Ủy ban Kiểm tra Đảng ủy Công an Trung ương                                                     | Thứ trưởng Bộ Công an                                                                            |
| 2      | Trần Việt Kiều   | 1966               | Viện trưởng Viện Khoa học hình sự, Bộ Công an Việt Nam Nguyên Phó Cục trưởng cục kỹ thuật nghiệp vụ, Bộ Công An Việt Nam |                                                                                                  |
| 2      | Lê Văn Sao       | 1967-              | Phó Tư lệnh Bộ Tư lệnh Cảnh sát Cơ động (Việt Nam)                                                                       | nguyên Giám đốc Công an tỉnh Hà Tĩnh                                                             |
| 3      | Nguyễn Xuân Hồng |                    | Phó Chánh Thanh tra Bộ Công an Việt Nam                                                                                  | nguyên Phó Giám đốc Công an tỉnh Phú Yên                                                         |
| 4      | Nguyễn Văn Long  | 1974-              | Cục trưởng Cục Cảnh sát điều tra tội phạm về tham nhũng, kinh tế, buôn lậu                                               | nguyên Giám đốc Công an Bắc Ninh                                                                 |
| 5      | Vũ Hồng Văn      | 1976-              | Giám đốc Công an tỉnh Đồng Nai                                                                                           | nguyên Giám đốc Công an tỉnh Đắk Lắk, nguyên Phó Chính ủy Bộ Tư lệnh Cảnh sát Cơ động (Việt Nam) |
| 6      | Đoàn Minh Lý     | 1964-              | Phó Cục trưởng Cục An ninh nội địa                                                                                       | nguyên Giám đốc Công an tỉnh Vĩnh Long, nguyên Phó Giám đốc Công an tỉnh Đồng Tháp               |
| 7      | Phạm Thế Tùng    | 1972-              | Giám đốc Công an tỉnh Nghệ An                                                                                            | nguyên Giám đốc Công an tỉnh Bắc Ninh                                                            |
| 8      | Nguyễn Thanh Sơn | 1967-              | Phó Chủ nhiệm Ủy ban Kiểm tra Đảng ủy Công an Trung ương                                                                 | nguyên Phó Giám đốc Công an tỉnh Ninh Bình                                                       |
| 9      | Hầu Văn Lý       | 1967-              | Phó Chánh Văn phòng Bộ Công an Việt Nam                                                                                  |                                                                                                  |
| 10     | Lê Vinh Quy      | 1967-              | Giám đốc Công an tỉnh Đắk Lắk                                                                                            |                                                                                                  |
| 11     | Phạm Thị Lan Anh |                    | Cục trưởng Cục Y tế, Bộ Công an                                                                                          | Nữ tướng thứ 8                                                                                   |
| 12     | Lê Văn Tân       |                    | Phó Chánh Văn phòng Cơ quan Cảnh sát Điều tra Bộ Công an                                                                 |                                                                                                  |
| 13     | Nguyễn Văn Thành |                    | Phó Cục trưởng Cục Cảnh sát điều tra tội phạm về tham nhũng, kinh tế, buôn lậu                                           |                                                                                                  |
| 14     | Lê Minh Hiếu     |                    | Phó Cục trưởng Cục Cảnh sát quản lý hành chính về trật tự xã hội                                                         |                                                                                                  |
| 15     | Nguyễn Việt Hùng |                    | Phó Cục trưởng Cục Cảnh sát quản lý trại giam, cơ sở giáo dục bắt buộc, trường giáo dưỡng                                |                                                                                                  |
| 16     | Đặng Văn Bảy     |                    | Phó Cục trưởng Cục Viễn thông & Cơ yếu                                                                                   |                                                                                                  |
| 17     | Đỗ Văn Quang     |                    | Phó Tư lệnh Bộ Tư lệnh Cảnh vệ                                                                                           | Nguyên Phó Cục trưởng Cục Hậu cần                                                                |
| 18     | Hoàng Đình Chiều |                    | Phó Tư lệnh Bộ Tư lệnh Cảnh vệ                                                                                           |                                                                                                  |

#### Phong quân hàm năm 2022
| Thứ tự | Họ tên             | Năm sinh - Năm mất | Chức vụ khi thụ phong                                                                     | Ghi chú                                                                                               |
| ------ | ------------------ | ------------------ | ----------------------------------------------------------------------------------------- | --- |
| 1      | Nguyễn Sỹ Quang    | 1970-              | Phó Giám đốc Công an Thành phố Hồ Chí Minh                                                | Đại biểu Quốc hội Việt Nam khóa XV, Giám đốc Công an tỉnh Đồng Nai                                    |
| 2      | Trần Đình Chung    | 1967-              | Phó Cục trưởng Cục An ninh chính trị nội bộ, Bộ Công an Việt Nam                          | Đại biểu Quốc hội Việt Nam khóa XV, nguyên Phó Bí thư Đảng ủy, Phó Giám đốc Công an thành phố Đà Nẵng |
| 3      | Nguyễn Hồng Ky     | 1969-              | Phó Giám đốc Công an thành phố Hà Nội                                                     | |
| 4      | Lê Văn Hà          |                    | Phó Tư lệnh Bộ Tư lệnh Cảnh sát Cơ động                                                   | Nguyên Phó Giám đốc Công an tỉnh Gia Lai                                                              |
| 5      | Nguyễn Đức Thính   |                    | Phó Cục trưởng Cục Cảnh sát điều tra tội phạm về ma túy                                   | |
| 6      | Lê Ngọc Châu       |                    | Tư lệnh Bộ Tư lệnh Cảnh sát Cơ động                                                       | Nguyên Giám đốc Công an tỉnh Hải Dương, nguyên Giám đốc Công an TP Hải Phòng                          |
| 7      | Đỗ Triệu Phong     | 1967 -             | Cục trưởng Cục Truyền thông CAND                                                          | Nguyên Giám đốc Công an tỉnh Kiên Giang, nguyên Cục trưởng Cục Quản lý Xuất nhập cảnh                 |
| 8      | Lê Minh Hà         | 1967-              | Phó Chủ nhiệm Thường trực Ủy ban Kiểm tra Đảng ủy Công an Trung ương                      | Nguyên Phó Cục trưởng Cục Tình báo Mỹ Âu Phi                                                          |
| 9      | Nguyễn Minh Ngọc   | 1965-              | Phó Cục trưởng Cục An ninh Kinh tế                                                        | Nguyên Giám đốc Công an tỉnh Sóc Trăng                                                                |
| 10     | Lưu Thành Tín      |                    | Phó Chánh Văn phòng Cơ quan Cảnh sát điều tra Bộ Công an                                  | |
| 11     | Nguyễn Văn Minh    |                    | Phó Cục trưởng Cục Cảnh sát điều tra tội phạm về tham nhũng, kinh tế, buôn lậu            | Nguyên Phó Tổng Giám đốc Tổng Công ty Đường sắt Việt Nam                                              |
| 12     | Nguyễn Ngọc Tuyến  |                    | Phó Cục trưởng Cục Cảnh sát quản lý trại giam, cơ sở giáo dục bắt buộc, trường giáo dưỡng | |
| 13     | Nguyễn Quang Tuấn  |                    | Phó Cục trưởng Cục Viễn thông & Cơ yếu, Bộ Công an                                        | |
| 14     | Phạm Văn Long      | 1966-              | Phó Cục trưởng Cục Cảnh sát điều tra tội phạm về ma túy                                   | Nguyên Giám đốc Công an tỉnh Nam Định                                                                 |
| 15     | Nguyễn Quốc Hùng   | 1969-              | Cục trưởng Cục Cảnh sát quản lý hành chính về trật tự xã hội                              | Nguyên Giám đốc Công an tỉnh Hà Nam                                                                   |
| 16     | Nguyễn Thanh Hưởng | 1971-              | Phó Giám đốc Công an Thành phố Hồ Chí Minh                                                | |
| 17     | Lê Khắc Thuyết     | 1967-              | Cục trưởng Cục Viễn thông & Cơ yếu, Bộ Công an                                            | Nguyên Giám đốc Công an Tỉnh Hà Tĩnh                                                                  |

#### Phong quân hàm năm 2023
| Thứ tự | Họ tên           | Năm sinh - Năm mất   | Chức vụ khi thụ phong                                                                               | Ghi chú                                                          |
| ------ | ---------------- | -------------------- | --------------------------------------------------------------------------------------------------- | ---------------------------------------------------------------- |
| 1      | Đinh Văn Nơi     | 1976-                | Giám đốc Công an tỉnh Quảng Ninh                                                                    | Nguyên Giám đốc Công an tỉnh An Giang                            |
| 2      | Lê Văn Vũ        |                      | Phó Cục trưởng Cục An ninh mạng và phòng, chống tội phạm sử dụng công nghệ cao                      | Nguyên Phó Giám đốc Công an tỉnh Thừa Thiên Huế                  |
| 3      | Đặng Hồng Đức    | 1977-                | Chánh Văn phòng Bộ Công an (Việt Nam)                                                               | Nguyên Giám đốc Công an tỉnh Yên Bái                             |
| 4      | Trịnh Ngọc Quyên | 1969 -               | Giám đốc Học viện An ninh nhân dân                                                                  | Nguyên Giám đốc Công an tỉnh Bình Dương                          |
| 5      | Mai Hoàng        | 1979-                | Giám đốc Công an Thành phố Hồ Chí Minh                                                              | Nguyên Phó Cục trưởng Cục Cảnh sát hình sự                       |
| 6      | Trần Nguyên Quân | (Chưa có thông tin)- | Phó Cục trưởng Cục Pháp chế và cải cách hành chính, tư pháp, Bộ Công an                             | (Chưa có thông tin)                                              |
| 7      | Phan Đăng Tĩnh   | 1967-                | Phó Cục trưởng Cục Kỹ thuật nghiệp vụ, Bộ Công an                                                   | Nguyên phó Giám đốc Công an tỉnh Quảng Bình                      |
| 8      | Hoàng Văn Hà     | 1976-                | Cục trưởng Cục An ninh điều tra Bộ Công an (Việt Nam)                                               | Nguyên phó Cục trưởng Cục An ninh điều tra Bộ Công an (Việt Nam) |
| 9      | Lê Xuân Minh     | 1976-                | Phó Cục trưởng Cục An ninh mạng và phòng, chống tội phạm sử dụng công nghệ cao, Bộ Công an Việt Nam | Nguyên Giám đốc Công an tỉnh Hòa Bình                            |
| 10     | Tạ Quang Huy     |                      | Phó Chánh Thanh tra Bộ Công an Việt Nam                                                             | Nguyên Phó Chủ nhiệm Ủy ban Kiểm tra Đảng ủy Công an Trung ương  |

#### Phong quân hàm năm 2024
| Thứ tự | Họ tên            | Năm sinh | Chức vụ khi thụ phong                                    | Ghi chú                                     | Quê quán                        |
| ------ | ----------------- | -------- | -------------------------------------------------------- | ------------------------------------------- | ------------------------------- |
| 1      | Bùi Quang Thanh   | 1977     | Giám đốc Công an tỉnh Nghệ An                            | Nguyên Giám đốc Công an tỉnh Đăk Nông       | huyện Bố Trạch, tỉnh Quảng Bình |
| 2      | Trần Minh Tiến    | 1967     | Chánh Văn phòng Cơ quan Cảnh sát điều tra Bộ Công an     | Nguyên Giám đốc Công an tỉnh Nam Định       | huyện Bình Lục, tỉnh Hà Nam     |
| 3      | Nguyễn Hữu Hợp    | 1968     | Giám đốc Công an tỉnh Quảng Nam                          | Nguyên Giám đốc Công an tỉnh Quảng Bình     | Thanh Chương, Nghệ An           |
| 4      | Nguyễn Thúy Quỳnh | 1971     | Phó Chủ nhiệm Ủy ban Kiểm tra Đảng ủy Công an Trung ương | Nguyên Phó Cục trưởng Cục Truyền thông CAND | Nam Trực, Nam Định              |

#### Phong quân hàm năm 2025
| Thứ tự | Họ tên          | Năm sinh | Chức vụ khi thụ phong            | Ghi chú                                     | Quê quán                               |
| ------ | --------------- | -------- | -------------------------------- | ------------------------------------------- | -------------------------------------- |
| 1      | Nguyễn Văn Trãi | 1967     | Giám đốc Công an tỉnh Tây Ninh   | Nguyên Phó Giám đốc Công an tỉnh Tây Ninh   | tỉnh Bến Tre                           |
| 2      | Lâm Minh Hồng   | 1969     | Giám đốc Công an tỉnh Long An    | nguyên Phó Giám đốc Công an tỉnh An Giang   | huyện cũ Hồng Ngự, Đồng Tháp           |
| 3      | Phan Thanh Tám  | 1967     | Giám đốc Công an tỉnh Phú Yên    | nguyên Phó Giám đốc Công an tỉnh Gia Lai    | thị xã cũ Điện Bàn, tỉnh cũ Quảng Nam  |
| 4      | Huỳnh Tấn Hạnh  | 1976     | Giám đốc Công an tỉnh Ninh Thuận | nguyên Phó Cục trưởng cục An ninh Đối ngoại | huyện cũ Thăng Bình, tỉnh cũ Quảng Nam |
| 5      | Lê Quang Nhân   | 1969     | Giám đốc Công an tỉnh Bình Định  | nguyên Giám đốc Công an tỉnh Bình Thuận     | huyện cũ Hương Sơn, tỉnh Hà Tĩnh       |

## Danh sách Thiếu tướng Công an nhân dân chưa rõ thời điểm phong/thăng
| TT | Họ tên                    | Năm sinh-Năm mất | Năm thụ phong | Chức vụ đảm nhiệm | Ghi chú |
| -- | ------------------------- | ---------------- | ------------- | --- | --- |
| 1  | Trần Quang Tiệp           |                  |               | Trợ lý Ủy viên Bộ Chính trị, Bộ trưởng Công an Trần Đại Quang                                                                           | |
| 2  | Phan Văn Đông             | ?-2012           |               | Phó Chánh Thanh tra Bộ Công an (Việt Nam)                                                                                               | |
| 3  | Tô Ân Xô                  | -                |               | Cục trưởng của Bộ Công an (Việt Nam) | Trợ lí Bô trưởng kiêm người phát ngôn Bộ Công An                                                            |
| 4  | Trương Văn Thông          | -                |               | Cục trưởng Cục Đối ngoại, Bộ Công an (Việt Nam)                                                                                         | |
| 5  | Lưu Quang Hợi             | 1956             |               | Phó Giám đốc Công an Thành phố Hà Nội                                                                                                   | Phó Bí thư Đảng ủy công an thành phố Hà nội                                                                 |
| 6  | Nguyễn Anh Tuấn           | 1957             |               | Cục trưởng Cục Cảnh sát điều tra tội phạm ma túy, Bộ Công an Việt Nam                                                                   | |
| 7  | Trần Thùy                 | 1954             |               | Phó Giám đốc Công an Thành phố Hà Nội                                                                                                   | |
| 8  | Nguyễn Thanh Bảnh         |                  |               | Phó Tư lệnh Bộ Tư lệnh Cảnh sát Cơ động Việt Nam                                                                                        | |
| 9  | Trịnh Thanh Thiệp         | 1930-            |               | Phó Tổng cục trưởng thường trực Tổng cục Cảnh sát, Bộ Công an Việt Nam                                                                  | |
| 10 | Nguyễn Văn Danh           |                  |               | Phó Chủ nhiệm Ủy ban Kiểm tra Đảng ủy Công an Trung ương, Phó Thủ trưởng Cơ quan Ủy ban Kiểm tra Đảng ủy Công an Trung ương, Bộ Công an | |
| 11 | Viễn Chi (Trần Xuân Viên) | 1919-1999        |               | Thứ trưởng Bộ Công an | |
| 12 | Dương Hà                  |                  |               | Cục trưởng Cục An ninh đối ngoại, Bộ Công an Việt Nam (2019-nay)                                                                        | |
| 13 | Nguyễn Đức Bằng           |                  |               | Phó Cục trưởng Cục An ninh đối ngoại, Bộ Công an Việt Nam (2019-nay)                                                                    | |
| 14 | Trương Ngôn               |                  |               | Phó Giám đốc Học viện An ninh nhân dân                                                                                                  | |
| 15 | Phan Văn Thanh            | 1960             |               | Giám đốc Công an tỉnh Phú Yên (2016-2020)                                                                                               | |
| 16 | Nguyễn Văn Kỷ             | 1960             |               | Phó cục trưởng cục đối ngoại Bộ Công an (2020-nay)                                                                                      | |
| 17 | Bùi Trung Thành           | 1956             |               | GS,TS. NGND, Phó Giám đốc Học viện An ninh nhân dân                                                                                     | |
| 18 | Đinh Ngọc Hoa             |                  |               | PGS.TS, Phó Giám đốc Học viện Chính trị Công an nhân dân (Việt Nam)                                                                     | |
| 19 | Hồ Sỹ Tiến                |                  |               | Cục trưởng Cục Cảnh sát hình sự (C02)                                                                                                   | |
| 20 | Trần Huy Ngạn             | 1954             |               | Giám đốc Công an Tỉnh Hưng Yên | |
| 21 | Bùi Minh Giám             | 1960             |               | Cục trưởng Cục Đào tạo Công an nhân dân Việt Nam                                                                                        | |
| 22 | Bạch Thành Định           | 1957             |               | Phó Giám đốc Công an thành phố Hà Nội, Thủ trưởng Cơ quan An ninh điều tra CATP                                                         | |
| 23 | Ma Văn Lả                 | 1958             |               | Ủy viên thường trực Ủy ban Quốc phòng và An ninh của Quốc hội                                                                           | |
| 24 | Hồ Trọng Ngũ              |                  |               | Cục trưởng Cục Cảnh sát hình sự (C02)                                                                                                   | |
| 25 | Đoàn Việt Mạnh            | 1959             |               | Cục trưởng Cục Cảnh sát Phòng cháy chữa cháy và Cứu nạn cứu hộ                                                                          | |
| 26 | Lê Tẩu                    |                  |               | Tổng cục trưởng Tổng cục Hậu cần Công an nhân dân                                                                                       | danh hiệu Anh hùng lực lượng vũ trang nhân dân thời kỳ kháng chiến chống Pháp                               |
| 27 | Nguyễn Duy Hùng           |                  |               | Trưởng Cơ quan đại diện Bộ Công an Việt Nam tại Lào                                                                                     | |
| 28 | Phạm Chuyên               | 1943             |               | Giám đốc Công an thành phố Hà Nội Đại biểu Quốc hội Việt Nam khóa X Hà Nội                                                              | |
| 29 | Nguyễn Văn Khánh          |                  |               | Giám đốc Công an tỉnh Đồng Nai Đại biểu Quốc hội Việt Nam khóa XIII                                                                     | |
| 30 | Phạm Văn Dần              |                  |               | Tổng cục trưởng Tổng cục Xây dựng Lực lượng, Bộ Công an (Việt Nam)                                                                      | |
| 31 | Phạm Xuân Bình            | 1957             |               | Phó Giám đốc Công an thành phố Hà Nội                                                                                                   | |
| 32 | Phan Chí Thanh            |                  |               | Giám đốc Công an tỉnh Long An | |
| 33 | Phan Văn Xoàn             |                  |               | Tư lệnh Bộ Tư lệnh Cảnh vệ (Việt Nam)                                                                                                   | |
| 34 | Hà Văn Khoát              | 1955             |               | Giám đốc Công an tỉnh Bắc Kạn | Bí thư Tỉnh ủy Bắc Kạn                                                                                      |
| 35 | Nguyễn Đức Nghi           |                  |               | Giám đốc Sở Cảnh sát Phòng cháy chữa cháy thành phố Hà Nội                                                                              | |
| 36 | Lê Công Dung              | 1955             |               | Giám đốc Công an tỉnh Quảng Trị | |
| 37 | Lê Đình Nhường            |                  |               | Phó Chủ nhiệm Ủy ban Quốc phòng và An ninh Quốc hội Việt Nam khóa 14                                                                    | nguyên Giám đốc Công an tỉnh Thái Bình                                                                      |
| 38 | Nguyễn Đức Thịnh          |                  |               | Cục trưởng Cục Cảnh sát điều tra tội phạm về kinh tế và tham nhũng                                                                      | |
| 39 | Nguyễn Minh Hùng          |                  |               | Phó Giám đốc Công an Thành phố Hồ Chí Minh                                                                                              | |
| 40 | Nguyễn Trọng Tháp         | 1929             |               | Cục trưởng Cục Chống phản động - Bộ Nội vụ (cũ)                                                                                         | nguyên Giám đốc Công an Tỉnh Lai Châu, danh hiệu Anh hùng Lực lượng vũ trang nhân dân                       |
| 41 | Nguyễn Minh Kha           | 1958             |               | Giám đốc Công an thành phố Cần Thơ | |
| 42 | Trần Công Trường          | 1958             |               | Phó Cục trưởng Cục An ninh mạng, Bộ Công an                                                                                             | |
| 43 | Trần Quốc Cường           | 1961             |               | Cục trưởng Cục Chính trị - Hậu cần (B41), Phó Tổng cục trưởng Tổng cục Tình báo, Bộ Công an (Việt Nam)                                  | Ủy viên Ban Chấp hành Trung ương Đảng Cộng sản Việt Nam khóa XII, XIII, Phó Trưởng ban Nội chính Trung ương |
| 44 | Võ Văn Đủ                 | 1956             |               | Giám đốc Công an tỉnh Đắk Nông | |